# Нойгемсбах
Нойгемсбах (нім. Neuhemsbach) — громада в Німеччині, розташована в землі Рейнланд-Пфальц. Входить до складу району Кайзерслаутерн. Складова частина об'єднання громад Енкенбах-Альзенборн.
Площа — 6,66 км2. Населення становить 939 ос. (станом на 31 грудня 2020).